# Copa Libertadores 1971
Die Copa Libertadores 1971 war die zwölfte Auflage des wichtigsten südamerikanischen Fußballwettbewerbs für Vereinsmannschaften. 21 Mannschaften nahmen teil. Es nahmen jeweils die Landesmeister der CONMEBOL-Länder und die Zweiten teil, beziehungsweise die Gewinner und Finalisten der Pokalwettbewerbe in Brasilien und Bolivien, da dort noch keine nationalen Meisterschaften ausgetragen wurden. Das Teilnehmerfeld komplettierte Titelverteidiger Estudiantes de La Plata. Das Turnier begann am 29. Januar und endete am 9. Juni 1971 mit dem Final-Entscheidungsspiel. Der uruguayische Vertreter Nacional Montevideo gewann das Finale gegen Estudiantes de La Plata und damit erstmals diesen Wettbewerb.

## 1. Gruppenphase

### Gruppe 1
| Pl. | Verein                    | Sp. | S | U | N | Tore    | Diff. | Punkte |
| --- | ------------------------- | --- | - | - | - | ------- | ----- | ------ |
| 1.  | Universitario de Deportes | 6   | 3 | 3 | 0 | 008:400 | +4    | 09     |
| 2.  | Rosario Central           | 6   | 3 | 1 | 2 | 011:800 | +3    | 07     |
| 3.  | Boca Juniors              | 6   | 1 | 2 | 3 | 004:500 | −1    | 04     |
| 4.  | Sporting Cristal          | 6   | 1 | 2 | 3 | 005:110 | −6    | 04     |

|                           |   |                           | Hinspiel | Rückspiel |
| ------------------------- | - | ------------------------- | -------- | --------- |
| Sporting Cristal          | - | Universitario de Deportes | 0:0      | 0:3       |
| Boca Juniors              | - | Rosario Central           | 2:1      | 0:0       |
| Sporting Cristal          | - | Rosario Central           | 1:2      | 0:4       |
| Universitario de Deportes | - | Rosario Central           | 3:2      | 2:2       |
| Sporting Cristal          | - | Boca Juniors              | 2:0      | 2:2       |
| Universitario de Deportes | - | Boca Juniors              | 0:0      | 0:0       |

### Gruppe 2
| Pl. | Verein              | Sp. | S | U | N | Tore    | Diff. | Punkte |
| --- | ------------------- | --- | - | - | - | ------- | ----- | ------ |
| 1.  | Nacional Montevideo | 6   | 5 | 1 | 0 | 014:200 | +12   | 11     |
| 2.  | Peñarol Montevideo  | 6   | 3 | 1 | 2 | 014:600 | +8    | 07     |
| 3.  | Chaco Petrolero     | 6   | 1 | 1 | 4 | 005:900 | −4    | 03     |
| 4.  | Club The Strongest  | 6   | 1 | 1 | 4 | 005:210 | −16   | 03     |

|                     |   |                     | Hinspiel | Rückspiel |
| ------------------- | - | ------------------- | -------- | --------- |
| Chaco Petrolero     | - | Club The Stronges   | 1:2      | 3:1       |
| Nacional Montevideo | - | Peñarol Montevideo  | 2:1      | 2:0       |
| Chaco Petrolero     | - | Nacional Montevideo | 0:1      | 0:3       |
| Club The Strongest  | - | Peñarol Montevideo  | 1:2      | 0:9       |
| Chaco Petrolero     | - | Peñarol Montevideo  | 1:1      | 0:1       |
| Club The Strongest  | - | Nacional Montevideo | 1:1      | 0:5       |

### Gruppe 3
| Pl. | Verein                    | Sp. | S | U | N | Tore    | Diff. | Punkte |
| --- | ------------------------- | --- | - | - | - | ------- | ----- | ------ |
| 1.  | Palmeiras São Paulo       | 6   | 5 | 0 | 1 | 013:500 | +8    | 10     |
| 2.  | Fluminense Rio de Janeiro | 6   | 4 | 0 | 2 | 016:600 | +10   | 08     |
| 3.  | Deportivo Italia          | 6   | 1 | 1 | 4 | 007:150 | −8    | 03     |
| 4.  | Deportivo Galicia         | 6   | 0 | 1 | 5 | 009:190 | −10   | 01     |

|                     |   |                           | Hinspiel | Rückspiel |
| ------------------- | - | ------------------------- | -------- | --------- |
| Palmeiras São Paulo | - | Fluminens Rio de Janeiroe | 0:2      | 3:1       |
| Deportivo Galicia   | - | Deportivo Italia          | 3:3      | 2:3       |
| Deportivo Galicia   | - | Palmeiras São Paulo       | 2:3      | 0:3       |
| Deportivo Italia    | - | Palmeiras São Paulo       | 0:3      | 0:1       |
| Deportivo Galicia   | - | Fluminense Rio de Janeiro | 1:3      | 1:4       |
| Deportivo Italia    | - | Fluminense Rio de Janeiro | 0:6      | 1:0       |

### Gruppe 4
| Pl. | Verein             | Sp. | S | U | N | Tore    | Diff. | Punkte |
| --- | ------------------ | --- | - | - | - | ------- | ----- | ------ |
| 1.  | Unión Española     | 6   | 2 | 3 | 1 | 007:600 | +1    | 07     |
| 2.  | CSD Colo-Colo      | 6   | 2 | 2 | 2 | 006:700 | −1    | 06     |
| 3.  | Club Cerro Porteño | 6   | 1 | 4 | 1 | 005:500 | ±0    | 06     |
| 4.  | Club Guaraní       | 6   | 1 | 3 | 2 | 009:900 | ±0    | 05     |

|                    |   |                | Hinspiel | Rückspiel |
| ------------------ | - | -------------- | -------- | --------- |
| Club Cerro Porteño | - | Club Guaraní   | 1:1      | 2:2       |
| Club Cerro Porteño | - | Unión Española | 2:1      | 0:0       |
| Club Guaraní       | - | Unión Española | 1:1      | 1:2       |
| Club Cerro Porteño | - | CSD Colo-Colo  | 0:0      | 0:1       |
| Club Guaraní       | - | CSD Colo-Colo  | 2:0      | 2:3       |
| CSD Colo-Colo      | - | Unión Española | 1:1      | 1:1       |

### Gruppe 5
| Pl. | Verein                  | Sp. | S | U | N | Tore    | Diff. | Punkte |
| --- | ----------------------- | --- | - | - | - | ------- | ----- | ------ |
| 1.  | Barcelona Sporting Club | 6   | 3 | 1 | 2 | 008:600 | +2    | 07     |
| 2.  | CS Emelec               | 6   | 2 | 3 | 1 | 006:400 | +2    | 07     |
| 3.  | Deportivo Cali          | 6   | 3 | 0 | 3 | 008:700 | +1    | 06     |
| 4.  | Atlético Junior         | 6   | 1 | 2 | 3 | 004:900 | −5    | 04     |

|                         |   |                 | Hinspiel | Rückspiel |
| ----------------------- | - | --------------- | -------- | --------- |
| Atlético Junior         | - | Deportivo Cali  | 2:1      | 0:2       |
| Barcelona Sporting Club | - | CS Emelec       | 0:1      | 1:1       |
| Barcelona Sporting Club | - | Deportivo Cali  | 1:0      | 1:3       |
| CS Emelec               | - | Deportivo Cali  | 3:1      | 0:1       |
| Barcelona Sporting Club | - | Atlético Junior | 3:1      | 2:0       |
| CS Emelec               | - | Atlético Junior | 1:1      | 0:0       |

## 2. Gruppenphase

### Gruppe 1
| Pl. | Verein                    | Sp. | S | U | N | Tore    | Diff. | Punkte |
| --- | ------------------------- | --- | - | - | - | ------- | ----- | ------ |
| 1.  | Nacional Montevideo       | 4   | 3 | 1 | 0 | 009:100 | +8    | 07     |
| 2.  | Palmeiras São Paulo       | 4   | 2 | 0 | 2 | 006:700 | −1    | 04     |
| 3.  | Universitario de Deportes | 4   | 0 | 1 | 3 | 001:800 | −7    | 01     |

|                           |   |                     | Hinspiel | Rückspiel |
| ------------------------- | - | ------------------- | -------- | --------- |
| Universitario de Deportes | - | Palmeiras São Paulo | 1:2      | 0:3       |
| Universitario de Deportes | - | Nacional Montevideo | 0:0      | 0:3       |
| Palmeiras São Paulo       | - | Nacional Montevideo | 0:3      | 1:3       |

### Gruppe 2
| Pl. | Verein                  | Sp. | S | U | N | Tore    | Diff. | Punkte |
| --- | ----------------------- | --- | - | - | - | ------- | ----- | ------ |
| 1.  | Estudiantes de La Plata | 4   | 3 | 0 | 1 | 004:200 | +2    | 06     |
| 2.  | Barcelona Sporting Club | 4   | 2 | 0 | 2 | 003:400 | −1    | 04     |
| 3.  | Unión Española          | 4   | 1 | 0 | 3 | 004:500 | −1    | 02     |

|                         |   |                         | Hinspiel | Rückspiel |
| ----------------------- | - | ----------------------- | -------- | --------- |
| Barcelona Sporting Club | - | Estudiantes de La Plata | 0:1      | 1:0       |
| Barcelona Sporting Club | - | Unión Española          | 1:0      | 1:3       |
| Estudiantes de La Plata | - | Unión Española          | 2:1      | 0:1       |

## Finale

### Hinspiel
| Estudiantes de La Plata                               | Estudiantes de La Plata | Nacional Montevideo | Nacional Montevideo |
| ----------------------------------------------------- | --- | --- | ------------------- |
| Estudiantes de La Plata                               | \| 26. Mai 1971 in La Plata (Estadio Jorge Luis Hirschi) \| \| Ergebnis: 1:0 (0:0) \| \| Zuschauer: 30.000 \| \| Schiedsrichter: Mario Canessa ( Chile) \| | \| 26. Mai 1971 in La Plata (Estadio Jorge Luis Hirschi) \| \| Ergebnis: 1:0 (0:0) \| \| Zuschauer: 30.000 \| \| Schiedsrichter: Mario Canessa ( Chile) \| | Nacional Montevideo |
| Estudiantes de La Plata                               | Carlos Alejandro Leone – Ramón Alberto Aguirre Suárez, Néstor Togneri, Oscar Malbernat, Carlos Pachamé, José Hugo Medina, Daniel Romeo, Juan Miguel Echecopar, Christian Rudzki (Rubén Bedogni), Pedro Andrés Verde, Juan Ramón Verón Cheftrainer: Carlos Bilardo | Manga – Juan Carlos Blanco, Atilio Ancheta, Juan Carlos Masnik, Juan Mujica, Julio Montero Castillo, Víctor Espárrago (Juan Carlos Mamelli), Ildo Maneiro, Ignacio Prieto Urrejola (Rubén Bareño), Luis Artime, Julio César Morales Cheftrainer: Washington Etchamendi | Nacional Montevideo |
| Estudiantes de La Plata                               | 1:0 Daniel Romeo (60.) | | Nacional Montevideo |
| 26. Mai 1971 in La Plata (Estadio Jorge Luis Hirschi) | | |                     |
| Ergebnis: 1:0 (0:0)                                   | | |                     |
| Zuschauer: 30.000                                     | | |                     |
| Schiedsrichter: Mario Canessa ( Chile)                | | |                     |

### Rückspiel
| Nacional Montevideo                             | Nacional Montevideo | Estudiantes de La Plata | Estudiantes de La Plata |
| ----------------------------------------------- | --- | --- | ----------------------- |
| Nacional Montevideo                             | \| 2. Juni 1971 in Montevideo (Estadio Centenario) \| \| Ergebnis: 1:0 (1:0) \| \| Zuschauer: 70.000 \| \| Schiedsrichter: José Favilli Neto ( Brasilien) \|                                                                                    | \| 2. Juni 1971 in Montevideo (Estadio Centenario) \| \| Ergebnis: 1:0 (1:0) \| \| Zuschauer: 70.000 \| \| Schiedsrichter: José Favilli Neto ( Brasilien) \| | Estudiantes de La Plata |
| Nacional Montevideo                             | Manga – Luis Ubiña, Atilio Ancheta, Juan Carlos Masnik, Juan Carlos Blanco, Julio Montero Castillo, Víctor Espárrago, Ildo Maneiro, Luis Cubilla (Ignacio Prieto Urrejola), Luis Artime, Julio César Morales Cheftrainer: Washington Etchamendi | Carlos Alejandro Leone – Oscar Malbernat, Ramón Alberto Aguirre Suárez, Néstor Togneri, José Hugo Medina, Carlos Pachamé, Juan Miguel Echecopar, Daniel Romeo, Pedro Andrés Verde, Christian Rudzki (Rubén Bedogni), Juan Ramón Verón Cheftrainer: Carlos Bilardo | Estudiantes de La Plata |
| Nacional Montevideo                             | 1:0 Juan Carlos Masnik (28.) | | Estudiantes de La Plata |
| 2. Juni 1971 in Montevideo (Estadio Centenario) | | |                         |
| Ergebnis: 1:0 (1:0)                             | | |                         |
| Zuschauer: 70.000                               | | |                         |
| Schiedsrichter: José Favilli Neto ( Brasilien)  | | |                         |

### Entscheidungsspiel
| Nacional Montevideo                         | Nacional Montevideo | Estudiantes de La Plata | Estudiantes de La Plata |
| ------------------------------------------- | --- | --- | ----------------------- |
| Nacional Montevideo                         | \| 9. Juni 1971 in Santiago (Estadio Nacional) \| \| Ergebnis: 2:0 (1:0) \| \| Zuschauer: 41.000 \| \| Schiedsrichter: Rafael Hormazábal ( Chile) \| | \| 9. Juni 1971 in Santiago (Estadio Nacional) \| \| Ergebnis: 2:0 (1:0) \| \| Zuschauer: 41.000 \| \| Schiedsrichter: Rafael Hormazábal ( Chile) \|                                                                                               | Estudiantes de La Plata |
| Nacional Montevideo                         | Manga – Luis Ubiña, Atilio Ancheta, Juan Carlos Masnik, Juan Carlos Blanco, Julio Montero Castillo, Víctor Espárrago, Ildo Maneiro (Juan Mujica), Luis Cubilla, Luis Artime, Julio César Morales (Juan Carlos Mamelli) Cheftrainer: Washington Etchamendi | Pezzano – Oscar Malbernat, Ramón Alberto Aguirre Suárez, Néstor Togneri, José Hugo Medina, Carlos Pachamé, Daniel Romeo, Juan Miguel Echecopar, Christian Rudzki, Pedro Andrés Verde, Juan Ramón Verón (Rubén Bedogni) Cheftrainer: Carlos Bilardo | Estudiantes de La Plata |
| Nacional Montevideo                         | 1:0 Víctor Espárrago (22.) 2:0 Luis Artime (65.) | | Estudiantes de La Plata |
| 9. Juni 1971 in Santiago (Estadio Nacional) | | |                         |
| Ergebnis: 2:0 (1:0)                         | | |                         |
| Zuschauer: 41.000                           | | |                         |
| Schiedsrichter: Rafael Hormazábal ( Chile)  | | |                         |